# أبو الحسن البصروي
أبو الحسن محمد بن محمد بن أحمد البصروي (؟؟؟ - ربيع الأول 443هـ/يوليو-أغسطس 1051م) هو شاعر وأخباري عاش في العراق في القرن الخامس الهجري. ولِدَ محمد بن محمد بن أحمد في قرية البصرى، وإليها يُنسَب، وتقع في منطقة الدجيل وسط العراق، وهي خلاف مدينة البصرى الشاميَّة. اشتهر البصروي شاعراً في بغداد، وكان إخبارياً فصيحاً في كلامه. تُوفِّي أبو الحسن البصروي في مدينة بغداد في ربيع الأوَّل من سنة 443هـ.